# Loch Erisort
Loch Erisort, schottisch-gälisch Loch Eireasort, ist eine Meeresbucht an der Ostküste der schottischen Hebrideninsel Lewis and Harris. Als Teil von Lewis gehörte sie historisch zur traditionellen Grafschaft Ross-shire beziehungsweise später zur Verwaltungsgrafschaft Ross and Cromarty.

## Geographie
Loch Erisort tritt an der Ostküste in westlicher Richtung etwa 16 Kilometer in die Landmasse von Lewis, dem Nordteil der Doppelinsel Lewis and Harris, ein. Die Einfahrt in den Loch aus dem Sund The Minch ist 2,4 Kilometer weit. Sie spannt sich von der kleinen Halbinsel Aird Ranish im Norden zur Gezeiteninsel Orinsay im Süden. Inmitten der Einfahrt befinden sich die kleinen Inseln Tavay More und Tavay Beag. Der Loch verjüngt sich sukzessive bis zur etwa 470 Meter weiten Einschnürung bei Eilean Chaluim Chille. Loch Erisort verläuft weitgehend geradlinig in westlicher Richtung. An seinem Kopf mündet der Abhainn Mòre, der Abfluss aus Loch Strandavat, ein.

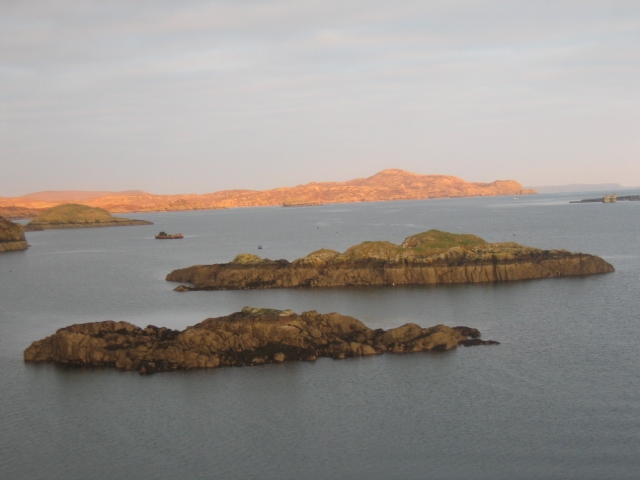
Blick über die Einfahrt auf Aird Ranish
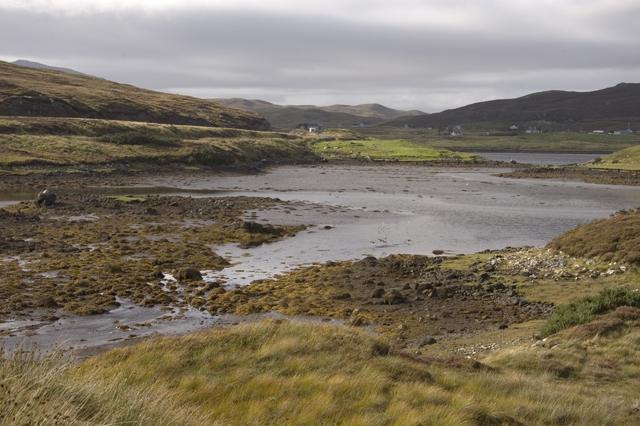
Kopf von Loch Erisort
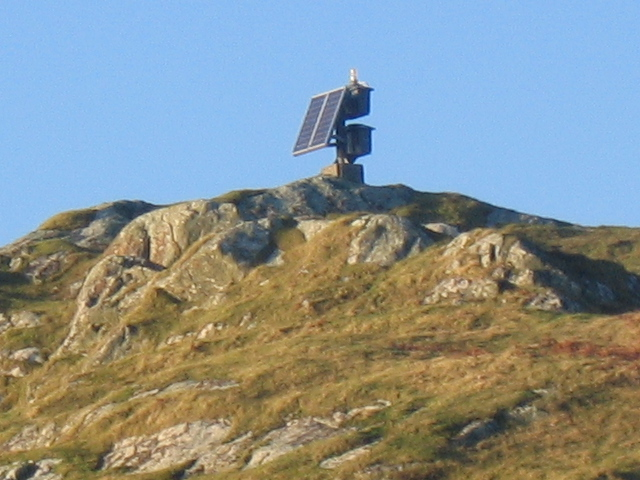
Navigationssignal auf Tavay Beag an der Einfahrt in den Loch

Ein kurzes Stück jenseits von Aird Ranish zweigt nach Nordwesten die Nebenbucht Loch Leurbost ab, die nur durch eine schmale Landmasse von dem Meeresarm Loch Grimshader im Norden abgetrennt ist. Zahlreiche kleine Inseln liegen in Loch Erisort, von denen nicht alle benannt sind:
| - Calabrie - Eilean Chaluim Chille - Eilean Mor Laxay - Orasay - Orinsay - Risay - Rosay | - Seumas Cleite - Sgeirean an Arbhair - Tannray - Tavay Beag - Tavay More - Vatarsay |

Die kleinen Inseln an der Einfahrt in den Loch Leurbost sind als Barkin Isles zusammengefasst. Sämtliche Inseln sind unbewohnt. Entlang der Ufer von Loch Erisort ziehen sich verschiedene ländliche Weiler und Streusiedlungen, von denen keine eine signifikante Größe aufweist. Zu den größten zählen Balallan und Laxay an der Nordküste. Von den zahlreichen kleinen Seen der Gegend fließen kleine Bäche ab, die in den Loch Erisort münden. Größere Zuflüsse existieren jedoch nicht.

## Umgebung
Die Siedlungen entlang des Loch Erisort sind durch befestigte Straßen erschlossen. Entlang der Nordküste verläuft die A859, während die untergeordnete B8060 entlang der Südküste verläuft. Von der früheren Besiedlung der Küsten zeugen unter anderem der vermutlich eisenzeitliche Dun Cromore und die frühchristliche St Columb’s Chapel, deren bauliche Reste jeweils als Scheduled Monuments geschützt sind.